# Ridha Ben Ali
Ridha Ben Ali, de son nom complet Mohamed Ridha Ben Ali, né le 20 novembre 1920 et mort en août 2008, est un avocat et homme politique tunisien.
Il est nommé ministre de la Justice le 29 octobre 1984.